# Kesaslompolo
Kesaslompolo är en sjö i Kiruna kommun i Lappland och ingår i Torneälvens huvudavrinningsområde. Sjön har en area på 0,126 kvadratkilometer och ligger 392,3 meter över havet. Kesaslompolo ligger i Torneträsk-Soppero fjällurskog Natura 2000-område.

## Delavrinningsområde
Kesaslompolo ingår i det delavrinningsområde (755759-174281) som SMHI kallar för Mynnar i Kesasjoki. Medelhöjden är 427 meter över havet och ytan är 41,97 kvadratkilometer. Det finns inga avrinningsområden uppströms utan avrinningsområdet är högsta punkten. Vattendraget som avvattnar avrinningsområdet har biflödesordning 4, vilket innebär att vattnet flödar genom totalt 4 vattendrag innan det når havet efter 374 kilometer. Avrinningsområdet består mestadels av skog (45 procent) och sankmarker (52 procent). Avrinningsområdet har 1,21 kvadratkilometer vattenytor vilket ger det en sjöprocent på 2,9 procent.